# Thelypteris piedrensis
Thelypteris piedrensis är en kärrbräkenväxtart som först beskrevs av Carl Frederik Albert Christensen, och fick sitt nu gällande namn av Conrad Vernon Morton. Thelypteris piedrensis ingår i släktet Thelypteris och familjen Thelypteridaceae. Utöver nominatformen finns också underarten T. p. heterotricha.